# Azurit
Azurit je zásaditý uhličitan mědi. Vzorec je Cu3(CO3)2(OH)2. Typická barva je modrá, podle které byl minerál nazván francouzským mineralogem Francoisem Beudantem roku 1824. Jméno pochází z perského slova „lazhward“, modrý. Systematické zařazení podle Strunze je V/C01-10.

## Vznik
Azurit je produktem oxidace sulfidů mědi v oxidačních zónách měděných ložisek v karbonátických horninách.

## Morfologie
Převažuji tabulkovité, sloupcovité, prismatické krystaly, stalaktity, konkrece. Drobné krystalky tvoří celistvé agregáty. Též jako kůry a práškovité povlaky. Vzácně tvoří dvojčata podle {101}, {102} nebo {001}.

## Vlastnosti

### Fyzikální vlastnosti
Tvrdost 3,5–4, hustota průměrná 3,83 (3,77–2,89). Lom lasturnatý, štěpnost je dokonalá podle {011}, dobrá dle {100} a špatná dle {110}.

### Optické vlastnosti
Obvykle modré barvy, vyskytuje se však v odstínech od světle modrou po téměř černě modrou. Lesk je skelný. Průhlednost: transparentní až poloprůsvitný. Vryp je světle modrý.

### Chemické vlastnosti

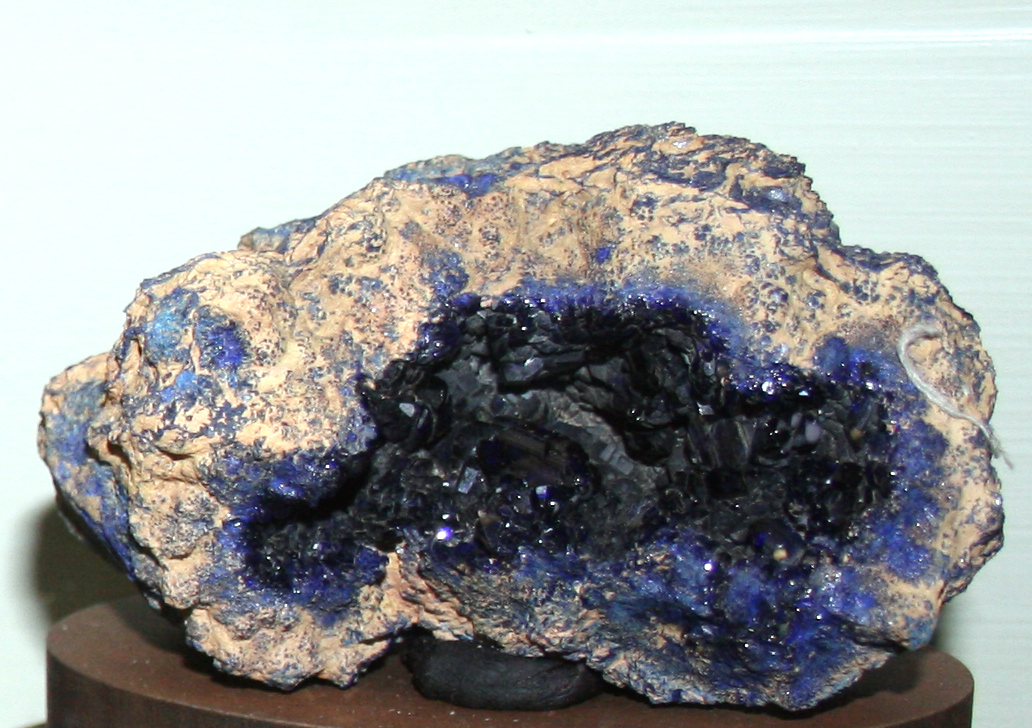
Azurit ze sbírek Národního muzea,
původ Francie

Procentuální zastoupení prvků:
- Cu 55,31 %,
- H 0,58 %,
- C 6,97 %,
- O 37,14 %.
Rozpouští se ve slabých kyselinách, čpavku a horké koncentrované NaHCO3 za vzniku CO2 a H2O. Před dmuchavkou taje. Azurit ze sbírek Národního muzea,
původ Francie

## Podobné minerály
Je možné ho zaměnit s mrázekitem.

## Parageneze
Na měděných ložiscích s malachitem, chryzokolem, brochantitem, antleritem, kupritem, cerusitem, smithsonitem, mimetezitem, bayldonitem, kalcitem, dolomitem.

## Získávání
Vedlejší produkt při těžbě ložisek mědi, ať již povrchové či důlní.

## Využití

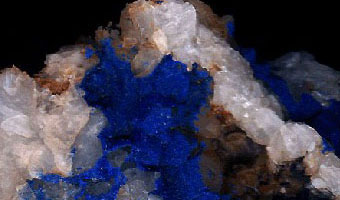
Azurit v křemeni
Špania Dolina, Slovensko

Azurit se využívá jako šperkový kámen příp. jako méně významná ruda Cu. Rozetřený prášek se používal jako modrá barva, která časem zezelená, protože se azurit přemění na malachit.

## Naleziště
- ČR
  - Cínovec
  - Český Brod
  - Podkrkonoší
  - Štěpánov nad Svratkou
- Slovensko
  - Špania Dolina
- Evropa
  - Banát (Rumunsko)
  - Chessy (u Lyon, Francie)
  - Rosas, Alghero (Sardinie)
  - Cornwall (Velká Británie)
- Afrika
  - Tsumeb (Namibie)
  - Touissit (Maroko)
  - Chingola (Zambie)
- Austrálie – Broken Hill, Cobar
- USA – Bisbee (důl Cooper Queen)[3]
- Guangdong (Čína)
- Berezovsk (Ural)
- Concepción del Oro (Mazapil, Mexiko)